# Saga Harðar ok Hólmverja
La Saga Harðar ok Hólmverja (o saga de Hǫrðr y los habitantes de Hólmr, o, si se prefiere, Saga de Hord y los habitantes de Holm; nórdico antiguo: Harðar Saga ok Hólmverja; islandés moderno: Harðar Saga og Hólmverja) es una de las sagas de los islandeses. Su fecha de composición de suele situar hacia finales del siglo XIV y pertenece al subgénero de sagas de proscritos, al igual que la saga de Grettir o la Saga de Gísla Súrssonar. La acción de la saga trata sobre la figura del vikingo Hörður Grímkelsson, un valiente pero rebelde vikingo, y se desarrolla en el Fiordo de la Ballena (Hvalfjǫrðr) así como en el islote (hólmr) de Geirshólmr, cercano a la granja de Botn, situada en el fondo del fiordo. Los seguidores de Hörður son conocidos como Hólmverjar y viven del robo y el saqueo hasta que son traicionados y matados durante una tregua. La esposa de Hörður, Helga, logra escapar heroicamente cruzando a nado desde la isla junto a sus dos hijos.
La saga se conserva en dos manuscritos medievales depositados en el Instituto Árni Magnússon de Reykjavík, AM 556a, ff. 70r-88r (c. 1475), y el fragmento AM 564A, 4:o (Vatnshyrna, c. 1400), f. 7. También sobrevive una transcripción de 37 páginas manuscritas, variante de AM 556a 4.º.
Igual que otras obras contemporáneas, un fragmento de las últimas versiones que se conservan de la saga sugiere que hubo un original que hoy se considera perdido. Por el contenido de la saga, ésta se sitúa a medio camino entre una saga de islandeses y una saga legendaria.